# Belphegor (hudební skupina)
Belphegor je rakouská death metalová kapela založená pod původním názvem Betrayer v roce 1991 v Salcburku, současné pojmenování vzniklo v roce 1993 po démonu Belfegorovi. Hrají takzvaný blackened death metal. K roku 2011 kapela vydala 9 studiových alb.
Témata kapely: satanismus, rouhačství, perverze, sadomasochismus.

## Diskografie

### Studiová alba
- The Last Supper (1995)[1]
- Blutsabbath (1997)
- Necrodaemon Terrorsathan (2000)
- Lucifer Incestus (2003)
- Goatreich - Fleshcult (2005)
- Pestapokalypse VI (2006)
- Bondage Goat Zombie (2008)
- Walpurgis Rites - Hexenwahn (2009)
- Blood Magick Necromance (2011)
- Conjuring the Dead (2014)
- Totenritual (2017)
- The Devils (2022)